# Otazu
Otazu est un village ou contrée faisant partie de la municipalité de Vitoria-Gasteiz dans la province d'Alava dans la Communauté autonome basque.
Il fait partie de la Zone Rurale Est de Vitoria. Le village est situé à 4 km à l'est du centre de Vitoria, dans les derniers contreforts des Montagnes de Vitoria.
Sa population a été toujours faible. En 2008 il avait 67 habitants recensés.

## Histoire
Les premières mentions écrites sur Otazu datent de la Reja de San Millán au XIe siècle. Dans ce document on le mentionne comme une des populations de l'alfoz d'Arrazua. En 1332 Otazu a été assigné à la ville de Vitoria par donation du roi Alphonse XI, à laquelle il appartient depuis lors.

## Patrimoine religieux
Otazu a une remarquable Paroisse de San Martín, dont le portail est du XIIIe siècle de style roman. Deux statues de la vierge Marie de cette église ont été portées à Vitoria et sont actuellement vénérées dans des églises de la capitale.
Sur les terrains d'Otazu on a construit, en 1973, un nouveau cimetière pour rendre service à la ville de Vitoria. Ce cimetière connu comme Cimetière d'El Salvador est actuellement un des deux cimetières principaux de la ville.

## Économie
La moitié de la population d'Otazu se consacre à des activités agricoles.

## Voir également
- Liste des municipalités d'Alava